# 자호천교
자호천교(紫湖川橋)는 대한민국의 경상북도 영천시 임고면을 위치한 자호천의 다리이다. 자동차 전용도로인 국도 제28호선(호국로)와 새만금포항고속도로의 일부 구간이기도 하다.

## 좌표
- 북위 36° 00′ 20″ 동경 128° 58′ 36″ / 북위 36.0054284°  동경 128.9767995°  자호천교 (영천시 임고면 양향리)
- 북위 36° 03′ 20″ 동경 129° 00′ 37″ / 북위 36.0555226°  동경 129.0102428°  자호천교 (영천시 임고면 삼매리)

## 같이 보기
- 자호천